# SLUT&SLASH BAND
SLUT&SLASH BAND（スラットアンドスラッシュバンド）は、日本のロックバンドである。ラリー小野田率いるファンキー軍団と評される。女性ボーカルが特徴的であった。

## 概要
1989年2月11日、平成名物TV三宅裕司のいかすバンド天国第1回放送に出場。「お前を許さない!!」を演奏し完奏を果たして仮イカ天キングを獲得する。仮ではあるが、この日をもって事実上の初代キング誕生といっていいだろう。ちなみに第1回の出場バンドにはワイプに怒ってとんでもない行動をしたヒステリックスなどがいる。
翌週2月18日はこれまた初代チャレンジャーのThe Golden Eggsを倒して正キングとなり、晴れて初代イカ天キングを名乗る。なお、この回までは出場者は12組であった。
翌2月25日の回でGENに倒された。
なお11人のメンバーの内、ギターの塩田育代とドラムの金子ヒロミは本田美奈子.のバンド『MINAKO WITH WILD CATS』にも在籍していたことがあり、また同じ1989年6月10日放送のイカ天に出場した『CLUB MIX』のメンバーでもあった。